# Hypozetes imitator
Hypozetes imitator är en kvalsterart som beskrevs av Balogh 1959. Hypozetes imitator ingår i släktet Hypozetes och familjen Austrachipteriidae. Inga underarter finns listade i Catalogue of Life.